# 藝深
藝深 （前名：藝琛），香港音樂人，從事作曲、編曲、監製的音樂工作、也曾擔當演唱會鍵琴手，代表作包括RubberBand的《發現號》、《阿波羅》、《小涼伴》及《零度聖誕》。現擔任伯樂音樂學院音樂製作及科技系導師，以及鋼琴（流行）導師。

## 生平
1999年藝深於機緣巧合下認識了許愿以創作人身份加入其公司「星工廠」。2006年組成RubberBand擔任鍵琴手，但於2010年10月因健康理由退出。於RubberBand期間發表的原創歌曲《阿波羅》曾奪得新城勁爆頒獎禮2009的勁爆原創歌曲獎和2009年度叱咤樂壇流行榜頒獎典禮的專業推介叱吒十大第二位，此作品也被選為加拿大至HIT中文歌曲排行榜年度總選全國推崇十大粵語歌曲其中之一。2015年成立樂隊ZolarWind，於2019年換上新主音後組成ZolarWind 2.0。

## 音樂作品
2001年
- 鄭伊健 - 一個人戀愛（曲）
- 古天樂 - 我是你的天枰（曲、編）
- 甄妮 - 有你有我（曲）

2002年
- 陳慧琳 - 暖我（曲）
- 關心妍 - 無話再講（曲、編）
- 謝霆鋒 + 陳奕迅 - 細路（編）
- 謝霆鋒 - 從前以後（編）
- 謝霆鋒 - 巴斯光年（編）
- 謝霆鋒 - 無形（編）
- 容祖兒 - 一首傳世之歌（編）
- 麥浚龍 - 掛線（曲）
- 麥浚龍 - 如果可以代你好（曲）
- 麥浚龍 - 平安夜（曲）
- 張佩金 - 聽謊的女人（編）
- 張佩金 - 溫暖我心田（編）

2003年
- 關心妍 - 一眼看穿（曲、編）
- 謝霆鋒 - 第二世（編）
- 麥浚龍 - 污点愛人（編、監）
- 麥浚龍 - 自己保重（曲）
- 麥浚龍 - 我的失戀女皇（曲）
- 麥浚龍 Feat. Miracle Jung - 純真傳說（編、監）
- 張智霖 - 我愛古著（曲、編）
- 張智霖 - 未婚妻（曲、編）
- 古天樂 - 妳美麗 我高貴（編）

2004年
- 吳日言 - 我是外星人（編）
- 蕭正楠 - 故意忘記了（編）

2005年
- 容祖兒 - 呼天不應（編）
- 容祖兒 - 損友（編）
- 許志安 - 大風吹（編）
- Twins - 老鼠愛大米（編）
- 官恩娜 - 暗戀航空(Piano and String Version)（編）
- 李逸朗、蔣雅文 - 傾偈（編）
- 洪杰 - 快樂分開憑著愛（編）
- Cream - 渺小的我（曲、編、監）
- Cream - 名人之家（曲、編、監）

2006年
- 容祖兒 - 金銀島（編）
- 容祖兒 - 如果睡袍太少布（編）
- 陳奕迅 - 小孩不懂怕 (String & Piano Arrangement)（編）
- 許懷欣 - 浮光掠影（曲、編、監）
- 許懷欣 - 如今的您（編、監）
- 許懷欣 - 開竅（編、監）
- 許懷欣 - 嚇大（編、監）
- 官恩娜 - 作對 （編）
- 官恩娜 - 不理痛（編）
- 葉宇澄 - 問候你的天使（曲、 編）
- 李逸朗、蔣雅文 - 愛的故事上集（編）
- 李逸朗、蔣雅文 - 雨中戀人們（編）
- 李逸朗 - 有天屋邨落雪（編）
- 鄭希怡 - 邦女郎（編）
- 胡琳 - 認錯 (Jazz Version)（編、監）
- 方力申、鄧麗欣  - 面目全非（編）
- 劉旋 - 甜上心頭 (My wish for you)（曲、編、監）

2007年
- 許志安 - 誰還敢愛這個人（曲、編）
- Twins - 錯在聰明（編）
- 許冠傑 - 鐘聲響起（編）
- 許冠傑 - 心境改變環境（編）
- 許冠傑 - 薔薇（編）
- 古巨基 - 蠻不講理（編）
- 楊千嬅 - 知情識趣（編）
- 張信哲 - 寧靜雪（曲、編）
- 鍾舒漫 - 人魚前傳（編）
- 鍾舒漫 - 街頭女皇（編）
- 鍾舒漫 - 堡壘（編）
- 鄧穎芝、彭懷安 - 電光火石（曲、編）
- 鄧穎芝、彭懷安 - 各顯神通（曲、編）
- 胡琳 - 他（曲、編、監）
- 傅穎 - 時間襄（編）
- 傅穎 - 有效日期（編）
- 裕美 - 雪影移城（編）
- 裕美 - 私のBLOG（編）
- 馮穎琪 - DaDa（編）
- 馮穎琪 - 如果真的要結婚（編）

2008年
- RubberBand - Tears（曲）
- RubberBand - 小涼伴（曲）
- RubberBand - 零度聖誕（曲）
- RubberBand - 城記（曲）
- RubberBand - Secret（曲）
- Twins - 季節限定（編）
- Twins - 酷 (康帥傅冰紅茶廣告歌)（曲、編）
- 黎明 - 想你們（編）
- 蘇永康 - Yes I Do（編）
- 蘇永康 - 伴變（編）
- 謝霆鋒、泳兒 - 誰比我真（編）
- 鄧麗欣 - 內在美 （電影《內衣少女》主題曲）（編）
- 鍾舒漫 - 野百合（編）
- 鍾舒漫 - 分手的記憶（編）
- 周柏豪 - 一拖再拖（編）
- 吳浩康 - 百年孤寂（編）
- 吳浩康 - 夜巡者（編）
- 洪卓立 - 早熟（編）
- 官恩娜 - 千帆（編）
- 關楚耀 - 無從描述的興奮（編）
- 洪 - 迴旋木馬（編）
- 陳曉東、文恩澄 - 愛情第二（編）
- 小肥、吳雨霏 - 逼得寵物太緊（編）
- 吳浩康 - 繁星流動（編）
- 黃鑫、白冰 - 星宿海（曲、編）

2009年
- RubberBand - 阿波羅（曲）
- RubberBand - 衝（曲）
- RubberBand - 夏令時間（曲）
- RubberBand - 發現號 （曲）- Co-write with 偉/正@RubberBand
- 蔡卓妍 - 同班同學（曲、編）
- 泳兒 - 天不高（編）
- 楊千嬅 - 對木偶唱歌（編）
- 謝霆鋒 - 最愛之後（編）
- 陳偉霆 - 千萬少年（曲、編）
- 陳小春 - 拐帶你（編）
- 鍾舒漫、鄭家維 - 專一有罪（編）
- 許懷欣 - 變形金剛（編、監）
- 方力申 - 面目全非（編）

2010年
- 許志安 - 金鐘罩（曲）
- RubberBand - 雙城記（曲）
- RubberBand - 囍宴樂隊（曲）
- 古巨基 - 鑽石敗犬（編)
- 古巨基 - 蝸居（編）- Co-arranged with 偉@RubberBand
- 陳偉霆 - 愛你太快樂（曲、編）
- 官恩娜 - 響不了的紙鳶（編）
- 洪 - 迷幻烈車（編）
- 洪杰 - 迴旋木馬（編）
- 海鳴威 - 情是永怛（編）
- 海鳴威 - 不必關機（編）
- 麥浚龍 - 另一邊（編）
- 朱紫嬈 - 騎著人馬座的人（編）
- 朱紫嬈 - 刪掉（編）

2011年
- 容祖兒 - 十三點 (2011百老滙廣告歌)（曲、編）
- 容祖兒 - 山口百惠（曲、編）

2012年
- 周子揚 - M型社會 (曲、編、監)- Co-write with 周子揚
- 周子揚 - 木頭車（編、監)
- 鍾舒漫 - 子彈飛（編）
- 官恩娜 - 夜潛者（編）

2013年
- J.Arie - 第一志願（曲、編、監）- Co-write & Co-arranged with Ivan Leung
- J.Arie - 我就是主角（曲、編、監）- Co-write with J.Arie
- J.Arie - 青春期 (編、監)
- J.Arie - 大個（編、監)
- J.Arie - Make It Last（編、監）
- J.Arie - 學會戀愛（曲、編、監）- Co-write with J.Arie
- 羅力威 - 小時代曲(國)（編）
- 羅力威 - 我猜（編）

2014年
- J.Arie - 道別說愛你（曲、編、監）- Co-write with J.Arie
- J.Arie - 出發點（編、監）
- 雷深如 - 冰島 (曲、編、監) - Co-write with J.Arie
- J.Arie - 姊妹花（監)
- J.Arie - 你的愛是甚麼形狀（監）
- J.Arie - 失戀要在放工後 （編、監）
- J.Arie - 心魔（監）- Co-produced with GJ
- J.Arie - 無永無遠- （Vocal Producer）
- 泳兒 - 普通朋友（編）
- 泳兒 - 愛我的人和我愛的人（編）
- 泳兒 - 愛我（編）
- 泳兒 - 味道（編）
- 泳兒 - 你不知道的事（編）
- 許靖韻 - 單身派對（編）
- 許靖韻 - 純屬誤會（編）
- 焯皓、戴辛尉 - 天作之合-合唱Medley（編）
- 林子祥 - 秘密花園（編）
- 林子祥 - 熱血青年（編）

2015年
- J.Arie - 你死我活（監）
- J.Arie - 你死我活 (Acoustic Version)（編、監）
- 泳兒 - 愛我別走 (編)
- 泳兒 - I Believe（編）
- 泳兒 - 心有獨鍾（編）
- 泳兒 - 偶遇（編）
- 泳兒 - 無心傷害（編）
- ZolarWind - 七百萬個小宇宙（曲、監）
- ZolarWind - 末法時代（曲、監）
- ZolarWind - 乾坤卦（監）
- 焯皓 - 生命的過客（編）

2016年
- 雷深如 - 天平先生（編、監）- Co-arranged with Cousin Fung
- 雷深如 - 我錯（編、監）
- 泳兒 - 南海姑娘 (編)
- 泳兒 - 城里的月光（編)
- 泳兒 - 天空（編）
- 泳兒 - 特別嘉賓（編）
- 泳兒 - 眼神（編）
- ZolarWind - 望天打卦（監）
- ZolarWind - 燈蛾撲火（編、監）
- 洪卓立 - 痛（編）
- 美琪 - 貓星人（編）

2017年
- J.Arie - Fantasy （曲、編、監) - Co-write with J.Arie
- J.Arie - 無神論（編、監）
- J.Arie - 無神論 Acoustic Piano Version (編、監)
- J.Arie - Christmas Song（編、監)
- 潘欣妮 - 每一天（編、監）

2018年
- J.Arie、劉浩龍 - 最難狠心（編、監)
- 張敬軒 - 漩渦（編）
- 張敬軒 - 絕(編)
- J.Arie - 神奇女俠(曲、編、監) - Co-write with J.Arie
- Film "智齒" Limbo Trailer - The End of The World（編、監）
- 盧冠廷 - 突破 (收錄於 Tribute to Danny Chan Album)(編)
- 吳浩康 - 怯就輸一世(編)
- 邱文超、梁俊升 - 漩渦(曲、編) - Co-write with 周初晨

2019年
- 關淑怡 - 梵音 (Hi Fi 碟版本重新編曲)(編)
- 許廷鏗、AGA、陳柏宇、鄭欣宜、吳業坤、菊梓喬、馮允謙、吳浩康 - 我們的主題曲 (編)
- 盧冠廷 - 天籟 (Hi Fi 碟版本重新編曲)(編)

2020年
- Elly艾妮 - 曖昧(Hi Fi 碟版本重新編曲)(編）
- ZolarWind 2.0 - 拳手（曲、編、監）
- ZolarWind 2.0 - 拳鋒 (電影《地下拳》主題曲) (編、監）

2021年
- ZolarWind 2.0 - 馬騮戲（曲、編、監）
- ZolarWind 2.0 - Melody (編、監) - Co-arranged with ZolarWind
- ZolarWind 2.0 - Isolation (編、監) - Co-arranged with ZolarWind
- ZolarWind 2.0 - 鄭伊健 Medley (直至消失天與地/一個為你甘去蹈火海的人/驚天動地愛戀過/甘心替代你/我的歌) (編、監) - Co-arranged with ZolarWind
- ZolarWind 2.0 - 寂寞先生 (編、監) - Co-arranged with ZolarWind
- 陳凱彤 - 你不在 (編、監)
- 焯皓 - 婚紗背後（編）
- 高暉LK - 一人搖擺派對 (編、監) - Co-arranged with 高暉LK

2022年
- 高暉LK - 有志無時 (編、監) - Co-arranged with 高暉LK
- ZolarWind 2.0 - 我和成長了的我對話（編、監）
- 高暉LK - 柏拉圖式早餐 (編、監) - Co-arranged with 高暉LK
- ZolarWind 2.0 - 燈蛾撲火（編、監）

2023年
- 彭晉 - 異形（編、監）
- 譚詠麟 - 創造命運(中國載人航天工程大會演）（編）

2024年
- 李姬雪 - 致在途上的我們（曲、編、監）
- 高暉LK - 愛但為何...?（編、監）
- ZolarWind - 回憶修煉場（曲、監）
- 何君俊 - 冥王星（編、監）
- 張光宇 - 蕩失路（編、監）

2025年
- 高暉LK - i人の戀愛哲學（編、監）
- 何榛綦 - 日暮里（監）

## 獎項
| 年份   | 頒獎單位                          | 獎項                                    | 作品           | 結果 |
| ------ | --------------------------------- | --------------------------------------- | -------------- | ---- |
| 2001年 | 無綫電視勁歌金曲優秀選            | 第二季金曲                              | 《一個人戀愛》 | 獲獎 |
| 2008年 | 叱咤樂壇流行榜頒獎典禮            | 叱吒樂壇生力軍組合 金奬 (RubberBand)    | 不適用         | 獲獎 |
| 2009年 | 新城勁爆頒獎禮                    | 新城勁爆樂隊 （RubberBand）             | 不適用         | 獲獎 |
| 2009年 | 新城勁爆頒獎禮                    | 新城勁爆原創歌曲                        | 《阿波羅》     | 獲獎 |
| 2009年 | 叱咤樂壇流行榜頒獎典禮            | 叱吒樂壇組合 金奬（RubberBand）         | 不適用         | 獲獎 |
| 2009年 | 叱咤樂壇流行榜頒獎典禮            | 專業推介叱吒十大第二位                  | 《阿波羅》     | 獲獎 |
| 2009年 | 勁歌金曲頒獎典禮                  | 最受歡迎組合 金奬（RubberBand）         | 不適用         | 獲獎 |
| 2009年 | 加拿大至HIT中文歌曲排行榜年度總選 | 全國推崇十大歌曲（粵語）                | 《阿波羅》     | 獲獎 |
| 2010年 | 新城勁爆頒獎禮                    | 新城勁爆年度專輯大奬                    | 《Connected》  | 獲獎 |
| 2010年 | 叱咤樂壇流行榜頒獎典禮            | 叱吒樂壇組合 金奬（RubberBand）         | 不適用         | 獲獎 |
| 2010年 | 叱咤樂壇流行榜頒獎典禮            | 叱吒樂壇我最喜愛組合 金奬（RubberBand） | 不適用         | 獲獎 |
| 2010年 | 勁歌金曲頒獎典禮                  | 最受歡迎組合 金奬（RubberBand）         | 不適用         | 獲獎 |
| 2010年 | 第32屆十大中文金曲頒奬典禮        | 全年最佳進步奬 銅奬（RubberBand）       | 不適用         | 獲獎 |
| 2011年 | TVB8金曲榜頒獎典禮                | 觀眾最愛粵語歌曲獎                      | 《13點》       | 獲獎 |
| 2011年 | 勁歌金曲優秀選第二回              | 優秀選得獎金曲                          | 《13點》       | 獲獎 |
| 2014年 | YAHOO!人氣大獎唱作歌曲頒獎典禮    | 唱作歌曲                                | 《道別說愛你》 | 獲獎 |
| 2014年 | 新城勁爆頒獎禮                    | 新城勁爆歌曲                            | 《道別說愛你》 | 獲獎 |